# La Villa, Jalisco
La Villa är en ort i Mexiko.   Den ligger i kommunen Zapotlanejo och delstaten Jalisco, i den centrala delen av landet, 400 km väster om huvudstaden Mexico City. La Villa ligger 1 737 meter över havet och antalet invånare är 151.
Terrängen runt La Villa är platt åt nordost, men åt sydväst är den kuperad. Runt La Villa är det ganska tätbefolkat, med 60 invånare per kvadratkilometer. Närmaste större samhälle är Zapotlanejo, 12,6 km väster om La Villa. I omgivningarna runt La Villa växer huvudsakligen savannskog.